# Мочулки
Мочу́лки —  село в Україні, у Рівненському районі Рівненської області. Населення становить 217 осіб.

## Герб
У щиті, скошеному зліва червоним і зеленим, срібний перев'яз зліва. У першій частині срібний розширений хрест. У другій частині золотий вулик.

## Населення

### Мова
Розподіл населення за рідною мовою за даними перепису 2001 року:
| Мова       | Кількість | Відсоток |
| ---------- | --------- | -------- |
| українська | 217       | 100%     |